# Вулиця Юрія Шумського (Київ, Кухмістерська слобідка)
Ву́лиця Юрія Шумського — зникла вулиця, що існувала в Дніпровському районі (на той час — Дарницькому) міста Києва, місцевості Березняки, Кухмістерська слобідка. Пролягала від проспекта Соборності до Підрічної вулиці.
Прилучався провулок Юрія Шумського

## Історія
Вулиця виникла в 1-й чверті XX століття під назвою Червоний шлях. У 1941–1943 роках мала назву Кухмістерський шлях. Назву вулиця Юрія Шумського набула 1955 року
Ліквідована на початку 1970-х років у зв'язку зі знесенням старої забудови.
1967 року назву вулиця Юрія Шумського набула нова вулиця на житловому масиві Березняки.